# 128.ª Brigada de Asalto de Montaña Independiente (Ucrania)
La 128.ª Brigada de Asalto de Montaña: es una unidad militar de las Fuerzas Terrestres de Ucrania.
El título completo de la Brigada es 128ª Brigada Independiente de Zakarpattia de Montaña, (Ucraniano: 128-ма окрема гірсько-піхотна Закарпатська бригада). Es la segunda unidad militar más antigua al servicio de las Fuerzas Terrestres de Ucrania  , nacida en 1922. Participó en las invasiones de Hungría y Checoslovaquia como parte de las tropas soviéticas.

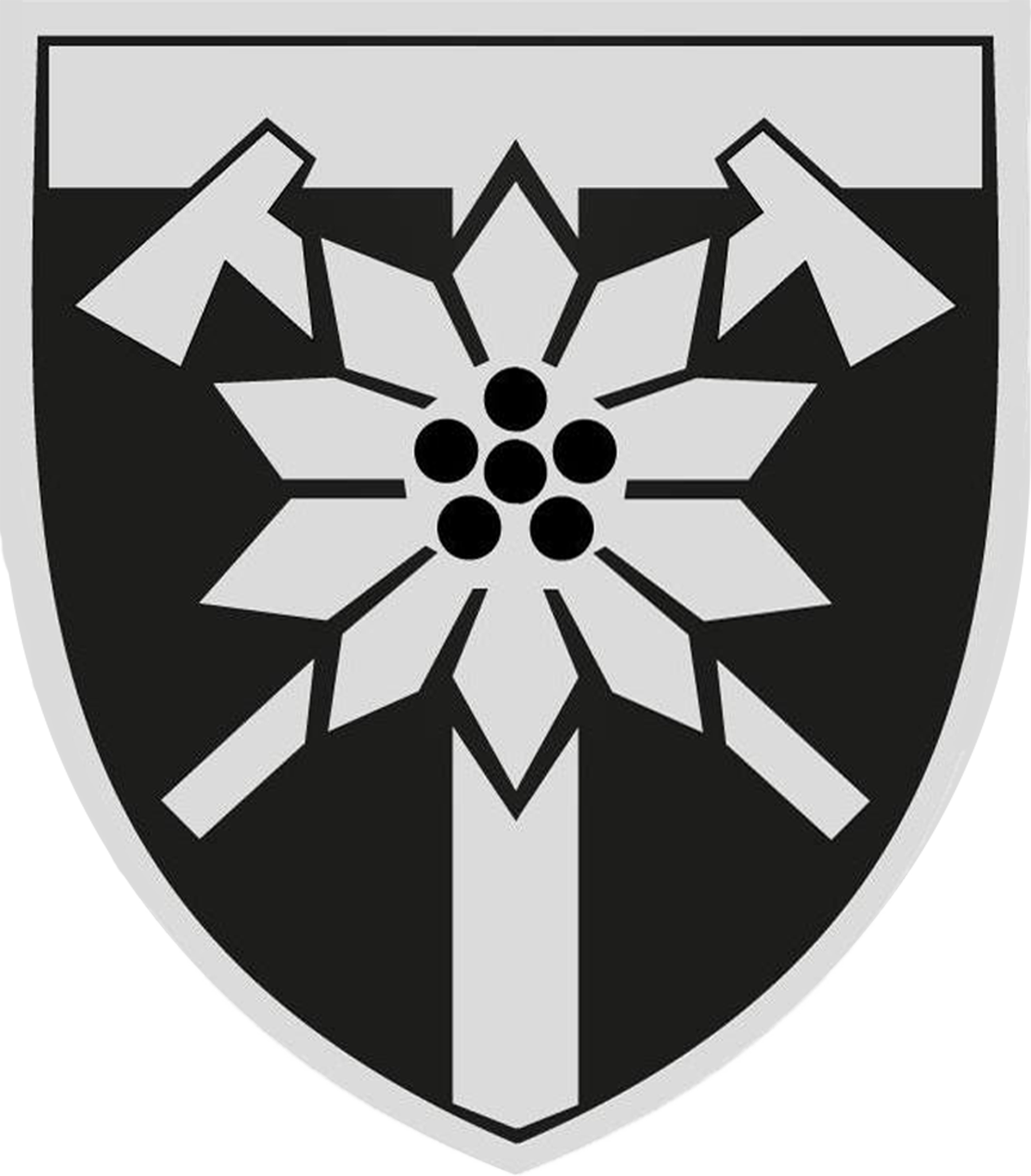
Insignia de la 128.ª Brigada de Asalto de Montaña

## Historia
La 128.ª División Mecanizada se formó por primera vez dentro del entonces Ejército Rojo de la URSS como la 1.ª División de Fusileros de Turkmenistán el 12 de julio de 1922, en la ciudad de Poltoratsk (en la actualidad Asjabad, Turkmenistán). (Otras fuentes dan el nombre original como 1.ª División de Montaña de Turkmenistán). Era una formación nacional turcomana. Serhiy Tumoshkov se convirtió en el primer comandante de la división. La división pasó a llamarse 83° División de Fusileros de Montaña, el 1 de julio de 1935.
El 22 de junio de 1941, la 83.ª División de Fusileros de Montaña formaba parte del 58.º Cuerpo de Fusileros, Distrito Militar de Asia Central. Entre el 1 de septiembre y el 1 de octubre de 1941, la división fue asignada al 53.er Ejército, todavía ubicado dentro del Distrito Militar de Asia Central. En enero de 1942, la división, todavía con el 58.º Cuerpo de Fusileros, había sido enviada a Irán como parte de la invasión anglo-soviética de Irán.
A partir del 1 de enero de 1943, la división luchó cerca del área de Krasnodar, donde fue asignada al 56.° Ejército. Después de liberar con éxito la región de Kubán y la Península de Tamán, la división recibió la designación de Guardias el 8 de octubre de 1943 y pasó a llamarse 128 División de Fusileros de Turkmenistán de la Guardia.
El 24 de abril de 1944, por su participación en las batallas de Crimea, la división recibió su primera Orden de la Bandera Roja. Durante el mes de agosto, la división participó en batallas por los Cárpatos. La división liberó Zakarpattya y el 12 de octubre de 1944 cruzó la frontera con Checoslovaquia. Las unidades de la división liberaron a Ostrava, Olomouc y otras ciudades.
Después de la guerra, la división estuvo estacionada en Mukacheve y se convirtió en parte del 38.º Ejército. Durante octubre y noviembre de 1956, participó en la Operación Torbellino, el aplastamiento soviético de la Revolución húngara de 1956. La división capturó Debrecen y Szolnok y Jászberény. Avanzando hacia el oeste, participó en la toma de Budapest. El 15 de diciembre de 1956, la división se convirtió en la 128.a División de Fusileros Motorizados de la Guardia en Esztergom. En julio de 1958, la división se trasladó de nuevo a Mukacheve. En 1968, la división participó en la Operación Danubio, la invasión soviética de Checoslovaquia. Durante la operación, murieron once soldados de la división. En mayo de 1976, se le dio el título de "nombrado por el Mariscal de la Unión Soviética Andriy Hrechko". En diciembre de 1979, su 149º Regimiento de Fusileros Motorizados de la Guardia fue transferido a la 201ª División de Fusileros Motorizados y reemplazado por el 487º Regimiento de Fusileros Motorizados recién activado. El 8 de mayo de 1985, la división recibió su segunda Orden de la Bandera Roja en honor al 40 aniversario del Día de la Victoria. En enero de 1992, Ucrania se hizo cargo de la división.
El 31 de diciembre de 1992, en el Decreto 642/92, el presidente de Ucrania de la época, ascendió al comandante de la 128 División de Fusileros Motorizados de la Guardia del Distrito Militar de los Cárpatos, Coronel Vyacheslav Zabolotny, a Mayor General.
De conformidad con un decreto del 23 de agosto de 1998, el Coronel Oleksandr Maslenchuk, comandante de la 128 División Mecanizada del 38 Cuerpo de Ejército del Comando Operacional Oeste; fue ascendido a mayor general.
El 27 de mayo de 2000, el ministro de Defensa de Ucrania, General del Ejército Oleksandr Kuzmuk, entregó a la división su Estandarte de Batalla y leyó la Orden del Presidente de Ucrania que otorga a la división el nombre honorable "Zakarpattia".
En 2002, la división estaba bajo el 38.º Cuerpo de Ejército. Después de que se disolvió el 38.º Cuerpo de Ejército, la división pasó a formar parte del 13.º Cuerpo.
El 18 de junio de 2004, la 128.ª División de Fusileros Motorizados de la Guardia se reorganizó en una brigada por orden del Ministro de Defensa.

### Guerra del Dombás
En 2013, la brigada se convirtió en la 128.ª Brigada de Montaña.
En 2014-15, la brigada luchó en la Guerra del Dombás y participó en la Batalla de Debaltseve. Por su liderazgo en la Batalla de Debaltseve, el comandante de brigada, el coronel Serhiy Shaptala, recibió el título de Héroe de Ucrania.
La brigada tiene un campo de entrenamiento cerca de la ciudad de Vynohradiv.
El 18 de noviembre de 2015, los galardones honoríficos de la brigada las dos órdenes "Bandera roja de Turkestán" fueron retirados como parte de la política de descomunización en todas las Fuerzas Armadas de Ucrania. Se mantuvo el honor de batalla "Zakarpattia", otorgado por la liberación del área en 1945. El 22 de agosto de 2016, también se eliminó su título de Guardia.

### Invasión rusa de Ucrania de 2022
En abril de 2022, la brigada participó en la defensa de Ucrania durante la invasión rusa de Ucrania de 2022, luchando en la región de Lugansk. Según los informes, los soldados de la brigada participaron en la Primera batalla de Kreminná y donde sufrieron algunas pérdidas.
La brigada participó en la contraofensiva del sur de Ucrania de 2022. El 2 de septiembre de 2022, en el óblast de Zakarpatia, lugar de origen de la brigada, se celebró un día de duelo tras la muerte de siete residentes de la región que sirvieron en la brigada. Durante la contraofensiva del sur, la brigada (re)capturó Myrolyubivka el 3 de octubre de 2022. Seguido por la liberación de una serie de aldeas en la margen derecha del río Dniéper.
El 3 de noviembre del 2023, en un ataque con misiles (presumiblemente Iskander), en la región de Zaporiyia murieron 19 soldados de esta unidad, esto fue confirmado por la misma unidad y el presidente de Ucrania Volodímir Zelenski. 

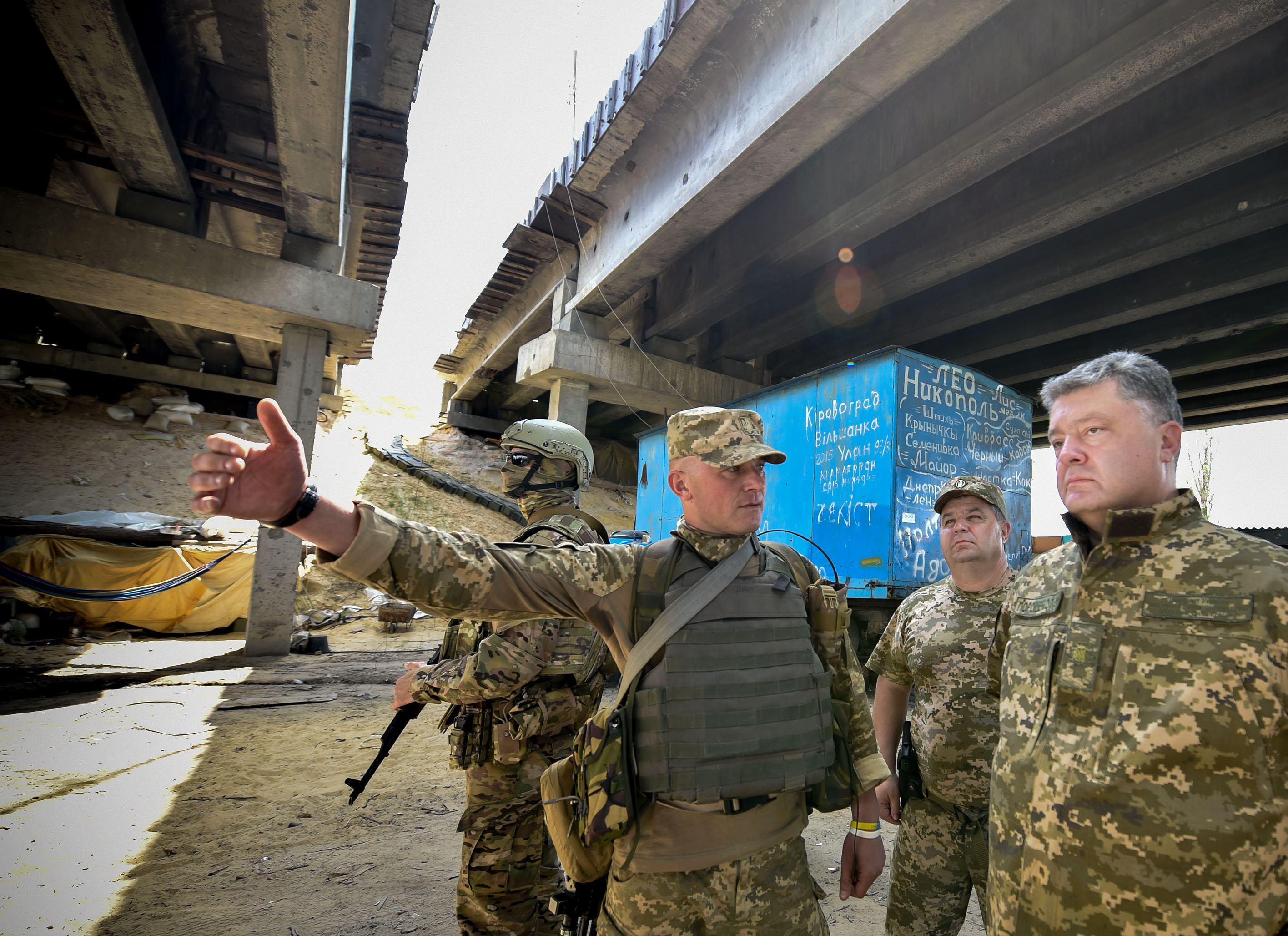
El Expresidente de Ucrania Petro Poroshenko y Stepan Poltorak inspeccionando la brigada en el año 2016

## Estructura
A partir de 2018 la estructura de la brigada es la siguiente:
- 128 Brigada de Montaña, Mukacheve
  - Cuartel General y Compañía del Cuartel general
  - 15º Batallón de Infantería de Montaña, Uzhhorod
  - 21° Batallón Mecanizado, Mukacheve
  - Batallón Mecanizado 36, Mukacheve
  - 16º Batallón de Tanques, Uzhhorod
  - Grupo de Artillería de la Brigada XVII
    - Cuartel general y batería de adquisición de objetivos
    - Batallón de Artillería Autopropulsada (2S3 Akatsiya)
    - Batallón de Artillería Autopropulsada (2S1 Gvozdika)
    - Batallón de artillería de cohetes (BM-21 Grad)
    - Batallón de Artillería Antitanque (MT-12 Rapira)

  - 10 ° Batallón de Artillería de Misiles Antiaéreos, Mukacheve
  - 534° Batallón de Ingenieros
  - Batallón de Mantenimiento
  - Batallón Logístico
  - Compañía de reconocimiento
  - Compañía de francotiradores
  - Compañía contra la Guerra electrónica
  - Compañía de señales
  - Compañía de radares
  - Compañía de Defensa Nuclear, Radiológica, Biológica y Química
  - Compañía Médica
  - Banda de brigada

## Antiguos Comandantes
- Serhiy Tumoshkov – 12 de julio de 1922 –
- Coronel Viacheslav Zabolotnyi – 1992 - 1993[17]
- Mayor General Henadiy Vorobyov – 2001 - 2002[18]
- Coronel Serhiy Horoshnikov – 2002 – 2003
- Vasyl Koka – 2004[19]
- Coronel Viktor Hanushchak – 2007 –
- Coronel Serhiy Shaptala – 2014 – 2017
- Teniente Coronel Serhiy Sobko – 2017 – 2019